# Tablet computer

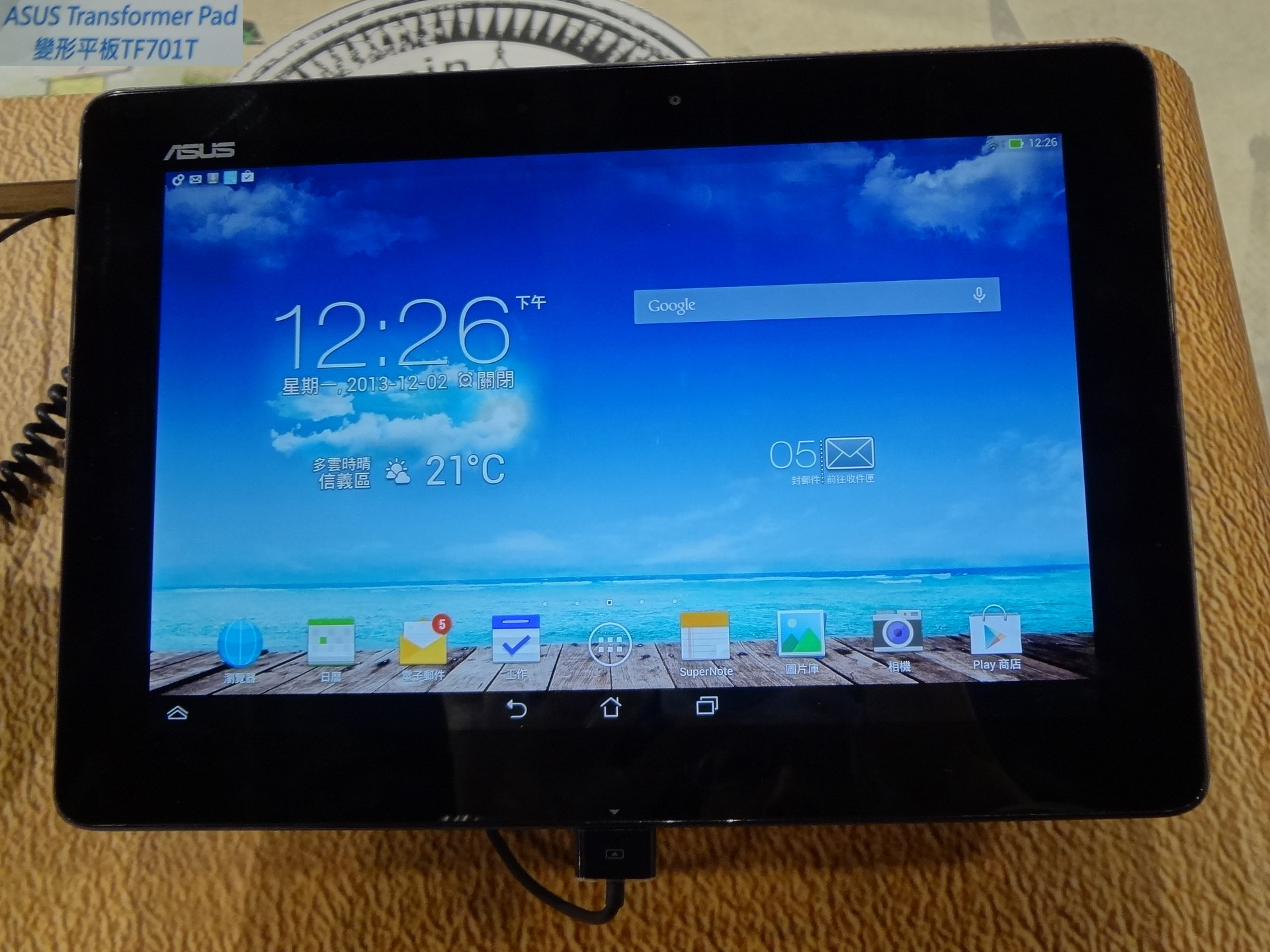
Un Asus TF701T

Un tablet computer (comunemente abbreviato in tablet) è un dispositivo portatile con batteria ricaricabile, che utilizza come input principale uno schermo tattile controllato dalle dita o un pennino, e che integra le sue componenti in un unico involucro compatto, sottile e piatto. Funziona tipicamente con un sistema operativo per dispositivi mobili.
Il nome deriva dalla forma che assomiglia a quella di una tavoletta (tablet) utilizzata per la scrittura. Non essendo dotati di tastiera, questi dispositivi utilizzano in genere una tastiera virtuale su schermo.

## Storia

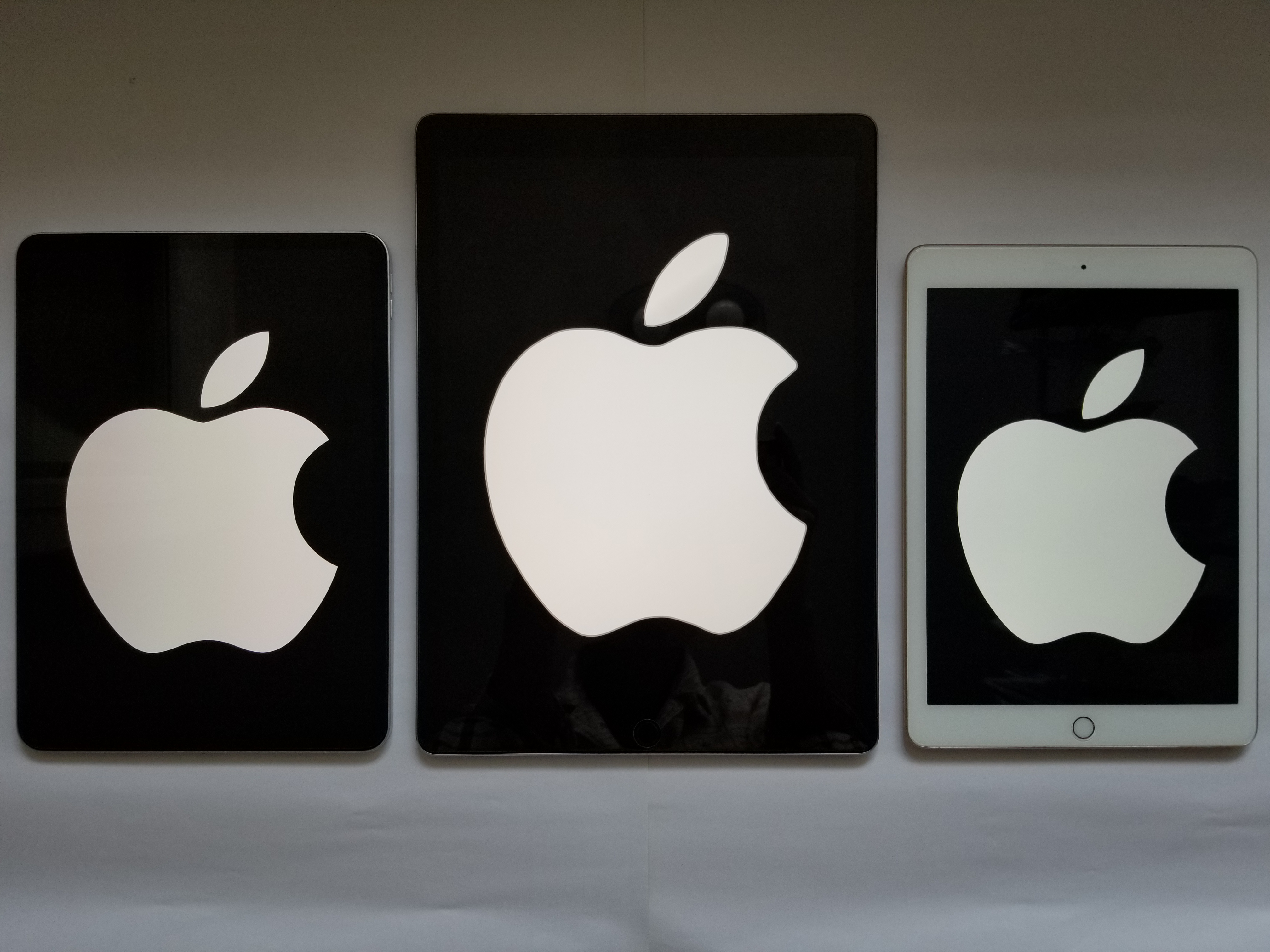
Apple iPad

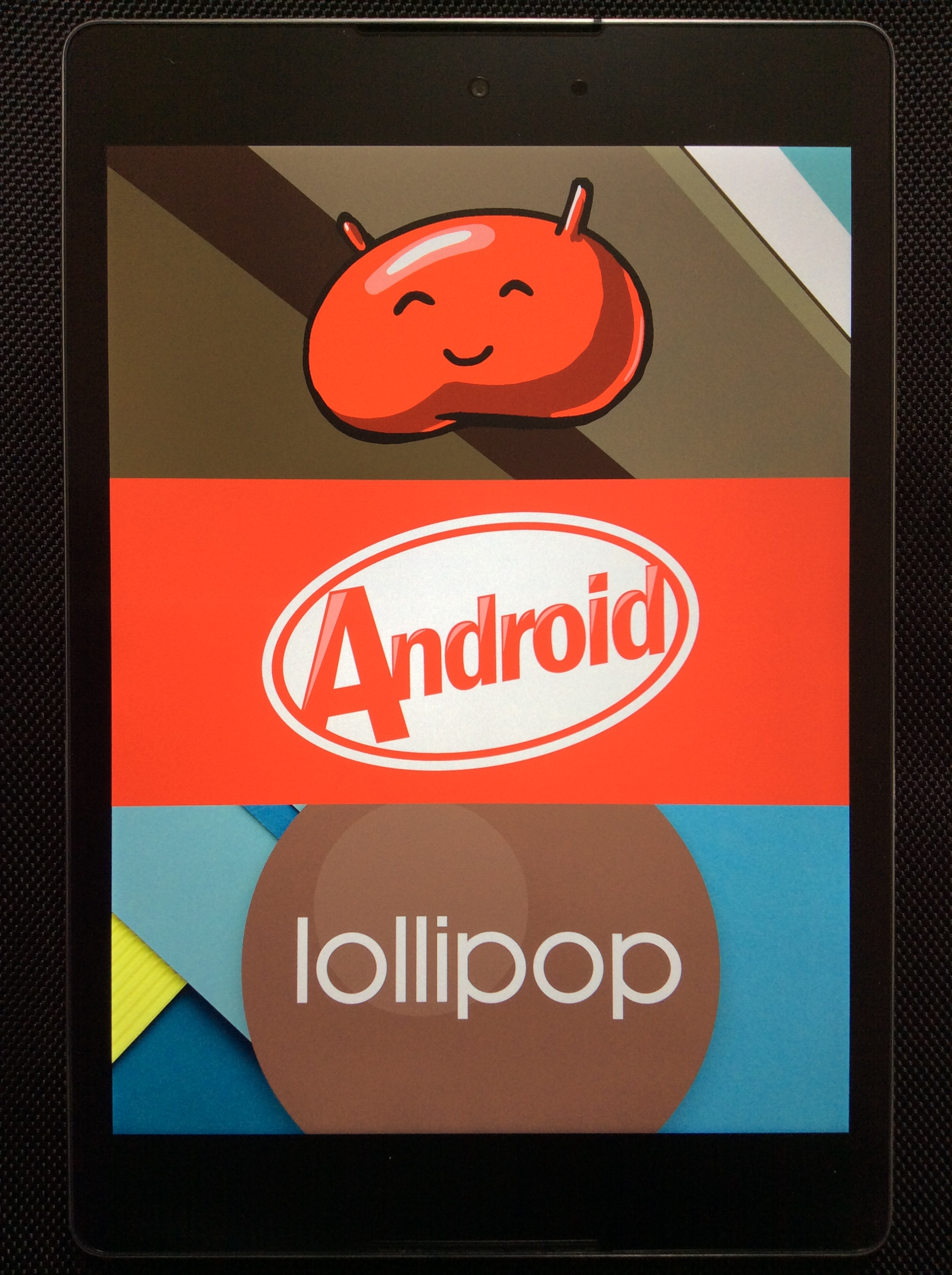
Google Nexus 9

Il primo tablet computer venne commercializzato nel 2000, quando Microsoft presentò un proprio prototipo basato su Windows XP
Prima del 2010 il termine tablet designava primariamente i tablet PC, una categoria di personal computer notebook con architettura x86 dotati di uno schermo sensibile a particolari penne od al tocco; questi computer utilizzano sistemi operativi per PC desktop, a volte leggermente adattati, e generalmente utilizzano una penna, dato che le interfacce grafiche dei computer richiedono un'alta precisione di selezione per funzionare correttamente.
Molti produttori di elaboratori elettronici offrono almeno un modello di tablet che, utilizzando Windows 7 e le funzionalità Tablet PC integrate in questo sistema operativo, rispettano il concetto d'interfaccia originario, dove i normali programmi per PC possono essere eseguiti in modo completo utilizzando come dispositivo di input il solo schermo.
Nella seconda parte del 2010 si sono diffusi nuovi dispositivi tablet, ridefiniti tablet computer, che hanno abbandonato il precedente paradigma di tablet in favore di una differente interfaccia, sviluppata esplicitamente per la gestione tramite tocco; le nuove interfacce differiscono dal classico sistema adottato dai personal computer e sono molto più simili a quelle utilizzate dagli smartphone, prevedendo l'interazione unicamente tramite tocco delle dita e, quindi, implementano un'interfaccia grafica sviluppata appositamente per questa tipologia di interazione, avvantaggiandosi in genere del multi-touch che gli schermi gestiscono. Il primo e più famoso esponente di questa categoria è stato l'iPad, un tablet che ha rinvigorito tale mercato portando a 18 milioni i dispositivi venduti nel corso del 2010; in seguito vennero presentati molti altri sistemi simili, i quali hanno abbandonato le architetture x86 e i sistemi operativi Windows in favore di architetture ARM (architettura con consumi energetici inferiori) e sistemi operativi ottimizzati per questi dispositivi, come iOS, Android o QNX.
Nel gennaio del 2011 venne introdotto il primo dispositivo ibrido tra la prima (tablet PC) e seconda (Tablet computer) generazione di tablet, il Lenovo LePad, basato su un'architettura x86 con sistema Android 2.2; grazie al suo componente aggiuntivo IdeaPad U1 Hybrid, va ad utilizzare il sistema operativo Windows e funziona come un normale portatile
Nel febbraio 2011 l'Olivetti annunciò il suo primo tablet, l'Olipad 100, montante il sistema operativo Android 2.2 Froyo.

## Tipologie di dispositivi
I tablet computer possono appartenere essenzialmente a tre generazioni:

### Prima generazione (basati sui PC)
Rappresentano la prima famiglia dei tablet, per questo sono state utilizzate tecniche già conosciute in ambito PC e, quindi, l'architetture Intel X86 con un sistema operativo per PC, in genere Windows XP Tablet PC Edition, che veniva appositamente modificato per l'utilizzo mediante lo schermo.
Questi dispositivi hanno una connettività cablata e Wi-Fi del tutto paragonabile a quella dei PC fissi e portatili, inoltre hanno funzionalità derivate da questi ultimi e vincolata dalla funzionalità dello schermo tattile come importante fonte d'ingresso dati, inoltre esattamente come i PC possono utilizzare la chiavetta Internet per la navigazione tramite rete mobile o in alcuni casi soprattutto per i più recenti viene direttamente integrata nel dispositivo.
Questi dispositivi sono caratterizzati da un'intercompatibilità e interoperabilità elevata con i Personal Computer e relative periferiche.

### Seconda generazione (basati sugli smartphone)
Questi dispositivi di nuova concezione hanno debuttato nel 2010, generalmente usano microprocessori basati su architettura ARM e non utilizzano i sistemi operativi derivato dal mondo dei PC, bensì dei sistemi operativi appositamente pensati quali Android, iOS, QNX (BlackBerry Tablet OS), WebOS, Bada, MeeGo ecc.
Un'importante macrosuddivisione commerciale di questi dispositivi:
- tablet dotati di modulo GSM (quello delle reti telefoniche) possono utilizzare una SIM card di un operatore telefonico per collegarsi a Internet o anche per effettuare e ricevere telefonate ed SMS
- tablet dotati di sola connettività WiFi, questa soluzione attualmente adottata dal BlackBerry PlayBook è caratterizzata dal fatto che per usufruire della rete mobile utilizza un collegamento Tethering WiFi con un cellulare, in questo caso con un BlackBerry, mentre altri modelli sono disponibili anche nella versione solo WiFi, ma senza alcuna possibilità di usufruire della connessione mobile.

Queste due soluzioni hanno relativi vantaggi e svantaggi. I dispositivi con connettività mobile nativa sono completamente indipendenti, ma una volta definito l'hardware la connettività rimane invariata nel tempo; la rubrica, il calendario e altre funzioni devono essere sempre aggiornati manualmente nel caso di sostituzione del proprietario. I dispositivi che fanno invece uso della sola rete Wi-Fi e dei collegamenti Tethering, possono vedere un aggiornamento delle connettività di rete, conferendo di fatto l'aggiornabilità del dispositivo; tutti i servizi tipici della connettività mobile sono facilmente e velocemente aggiornabili con la sostituzione del proprietario, ma devono per forza di cose essere associati a un dispositivo mobile per essere utilizzato in pieno.
Mentre per quanto riguarda le funzioni che non sono connesse alla rete mobile hanno le stesse caratteristiche dei tablet puri sprovvisti della connettività mobile.
Questi dispositivi sono caratterizzati da una ridotta intercompatibilità e interoperabilità con i personal computer e relative periferiche.

### Terza generazione (misti)
Questi dispositivi sono muniti di due o più sistemi operativi, permettendo d'ottenere le funzioni software di entrambe le generazioni precedenti ed eventualmente sono previsti anche accessori che rendano il tablet ibrido (provvisto di tastiera removibile) e che permettono di recuperare in parte alcune porte dei sistemi di prima generazione.
Il primo tablet di questa generazione che utilizza un unico sistema operativo (Windows RT o Windows 8 Pro) è il Microsoft Surface

## Caratteristiche
Le caratteristiche tipiche del tablet sono:
- Schermo in alta definizione con tecnologia anti-riflesso (solitamente a partire da 7" fino a 13.3") e rapporto d'aspetto di 16:9 o più raramente altre come 16:10
- Funzioni senza fili per i navigatori in rete (con 2G, 3G, 4G o Wi-Fi)
- Applicazioni per leggere la posta elettronica e avere accesso ai servizi di rete sociale
- Possibilità di utilizzo come telefonino (Messaggio, videochiamata, altoparlante o auricolari)
- Videoconferenza (Skype, FaceTime, Google Chat etc.)
- Navigazione con GPS
- Lettura di E-book, tradizionali o interattivi e la possibilità di scegliere l'abbonamento: diario/settimanale/mensile/annuale di giornali o riviste.
- Applicazioni per scaricare (giochi, istruzioni, utilitá)
- Peso intorno ai 500 g o 1 kg
- Durata della batteria fino a 12 ore
- Utilizzare la fotocamera sia anteriore che posteriore per scattare fotografie, registrare video e usufruire dei servizi di videochiamata.

## Sviluppo di applicazioni per tavolette elaboratrici
Alcuni sistemi operativi per tavolette elaboratrici hanno un approccio allo sviluppo delle applicazioni definito giardino murato o più comunemente "sandbox" i dispositivi che seguono questa politica, tramite restrizioni di tipo applicativo, impediscono all'applicazione o ne rendono molto difficile il furto di dati sensibili.
Ad esempio le applicazioni Android sono limitate dal livello di astrazione fornito dalle API, e inoltre sono vincolate da un sistema di permessi che permette all'utente di scegliere se concedere un certo permesso o negarlo (dopo la versione 6.0 Marshmallow).
Windows, a partire da Windows 8, utilizza una nuova piattaforma applicazioni, con un'interfaccia utente appositamente studiata per le moderne tipologie di computer tra cui i Tablet, i 2 in 1 e gli All-in-one. Queste applicazioni sono solitamente pubblicate sul Windows Store.

## Il mercato dei tablet
Nel 2024 le spedizioni globali di tablet sono diminuite, dopo una forte crescita dovute principalmente alle chiusure imposte dalla pandemia e il progredire delle attività di smart working e delle lezioni da casa. I dati rilevati da IDC hanno fatto emergere nel quarto trimestre del 2023 un dato in calo, il peggiore dallo stesso periodo del 2016.  Nel corso dell'intero 2023 le spedizioni globali sono state 128,5 milioni di unità. In totale, il calo è stato del 20,5%, contro i volumi dell'anno precedente e un volume annuale più basso dal 2011. 

## Tablet per bambini

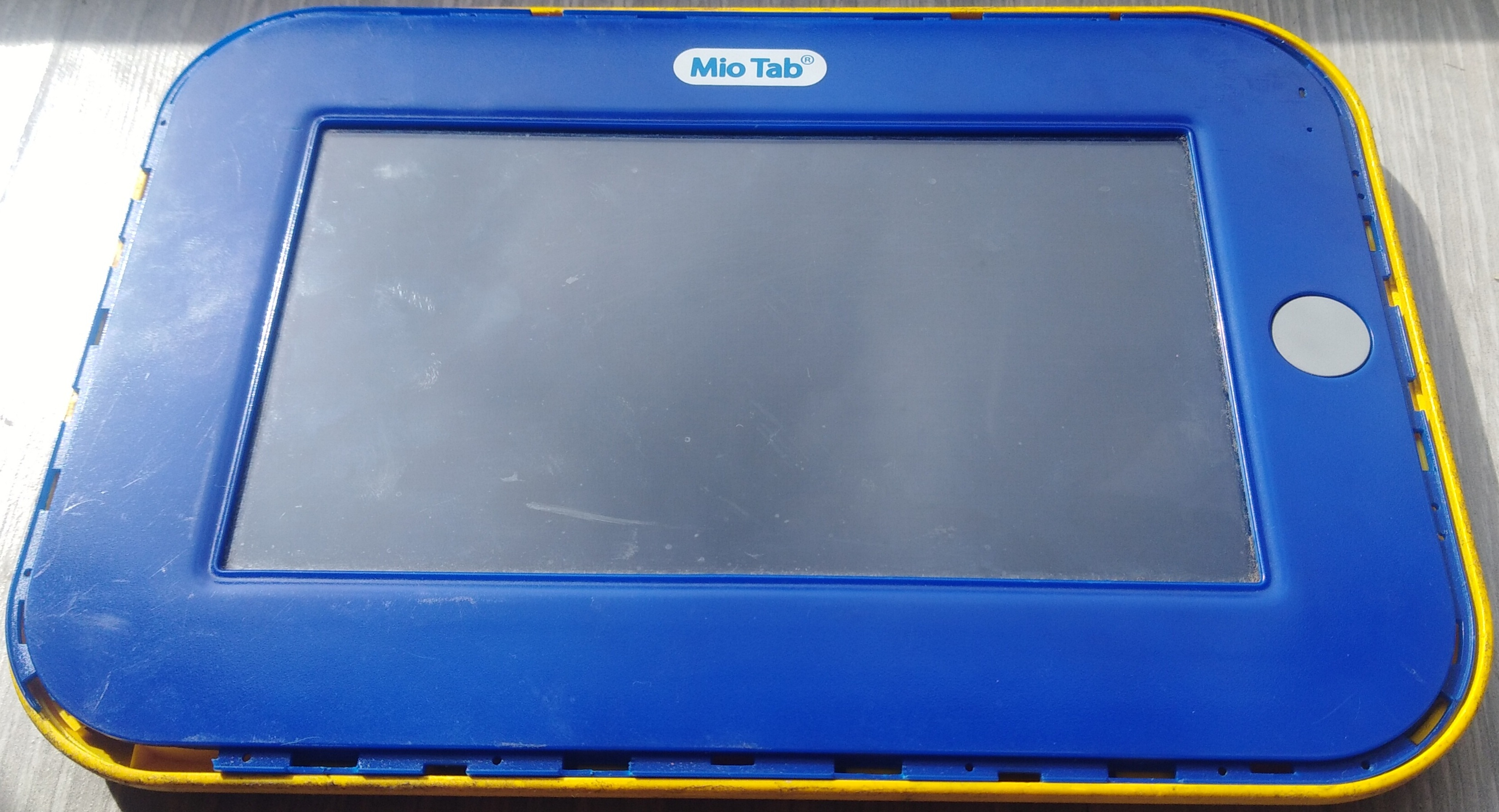
Un tablet per bambini della Lisciani: Mio Tab (2013), foto 2022.

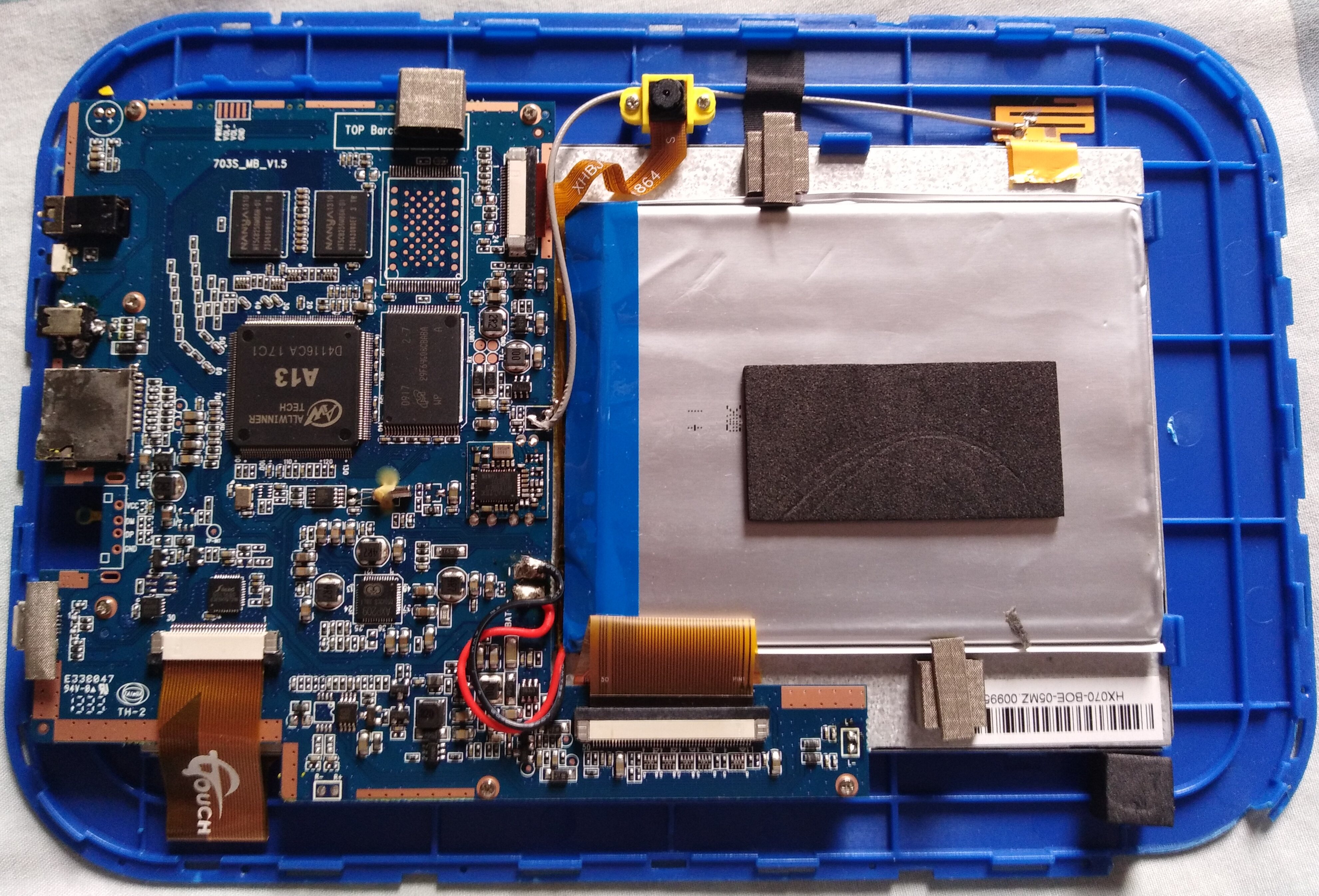
Vista interna della scheda madre dello stesso tablet, una volta rimossa la scocca inferiore.

Dal 2012/13 le aziende di giocattoli (incluse quelle italiane come Clementoni e Lisciani) producono dei tablet dedicati ai più piccoli con applicazioni e giochi educativi per lo sviluppo infantile.
Questi tablet non hanno la possibilità (se non autorizzata dal controllo genitori) di andare su internet o di scaricare applicazioni.